# Estádio Morumbis
O Estádio Cícero Pompeu de Toledo, conhecido como Estádio do Morumbí ou, por direitos de nome, como MorumBIS, é um estádio de futebol localizado na Praça Roberto Gomes Pedrosa, n.º 1, cidade de São Paulo. É a sede oficial do time brasileiro São Paulo Futebol Clube, e já recebeu a Seleção Brasileira em várias ocasiões.
O estádio foi projetado para acomodar 150 mil espectadores, tendo sido sua capacidade reduzida, devido a diversas reformas e à instalação de camarotes, para 77.011 e, por questões de brigas em estádios, a Confederação Brasileira de Futebol (CBF) diminuiu novamente a capacidade para 72.039.
Atualmente, o Morumbis é o terceiro maior estádio do Brasil, sendo também o maior estádio do estado de São Paulo e o maior estádio particular do País. Projetado pelo arquiteto João Batista Vilanova Artigas, é considerado um patrimônio arquitetônico representativo da Escola Paulista, tendo sido tombado em 2018 pelo Conselho Municipal de Preservação do Patrimônio Histórico, Cultural e Ambiental da Cidade de São Paulo (CONPRESP).

## História

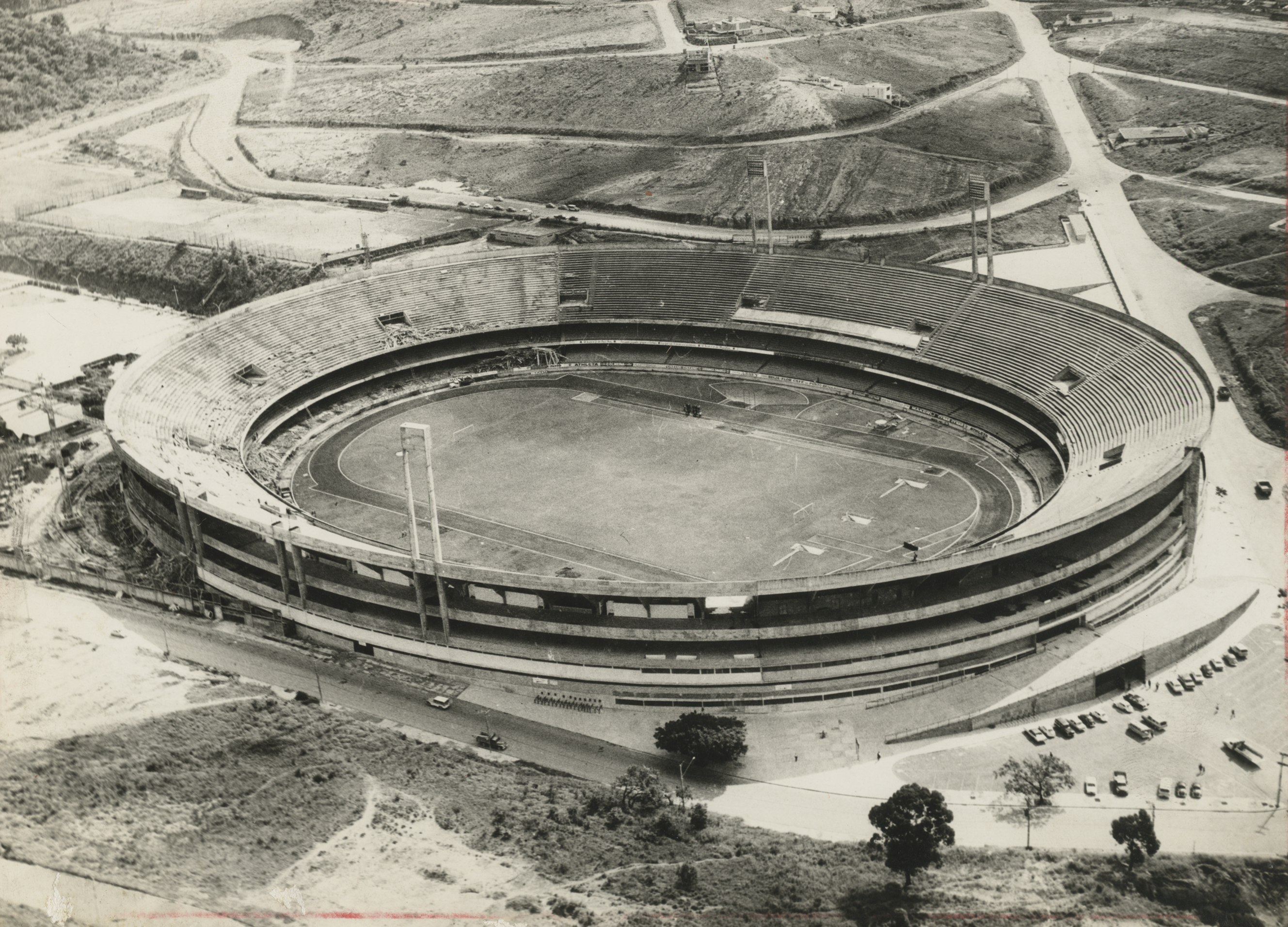
Vista aérea do Estádio do Morumbi, na véspera de sua inauguração completa em 1970. Arquivo Nacional.

Nos primeiros anos de sua existência, o São Paulo utilizou como sede e campo a Chácara da Floresta, (localizada à esquerda da Ponte das Bandeiras, junto ao rio Tietê, na zona central da capital paulista). Daí ser empregado o nome de São Paulo da Floresta quando se fala do primeiro período de existência da agremiação, de janeiro de 1930 até maio de 1935.
Quando o clube foi refundado em dezembro de 1935, não tinha um campo próprio, situação que perdurou até 1938, quando a união com o Estudante Paulista rendeu ao São Paulo a posse do campo da Mooca pertencente à Antárctica. Em 1940, passou a usar o Pacaembu. Em 1944, o São Paulo adquiriu o Canindé, por doze milhões de cruzeiros que passou a ser o seu campo. Mas o Canindé só era utilizado como sede social e local para treinamentos; a área era pequena para a construção de um grande estádio e então surgiram ideias e projetos para a viabilização de uma praça esportiva em algum outro local da cidade.
O sonho de construir um grande estádio começou a se tornar realidade. A ideia inicial era a área onde atualmente encontra-se o Parque do Ibirapuera, na época uma região alagada, mas o então vereador Jânio Quadros impediu que o clube recebesse a área da prefeitura. O local escolhido foi uma área na região do Morumbi, praticamente desabitado, que estava em processo de loteamento imobiliário.
Em 4 de agosto de 1952 o terreno foi doado para a construção do Morumbi pela Imobiliária e Construtora Aricanduva que era de propriedade de Adhemar Pereira de Barros, ex-governador de São Paulo na época. Neste mesmo ano, 1952, o presidente do clube, Cícero Pompeu de Toledo, procurou Laudo Natel, diretor do Bradesco, propondo-lhe que assumisse o clube administrativamente.
Em 1952, o governador do estado de São Paulo era Lucas Nogueira Garcez (31 de janeiro de 1951 a 31 de janeiro de 1955). Laudo Natel era diretor do Bradesco, não ex-diretor em 1952, e não tinha nenhum cargo político ou exercia algum, tampouco poderia ser vice-governador. Laudo Natel somente entrou para a política em 1962, dez anos depois, quando então elegeu-se vice-governador em chapa única pelo PR (Partido Republicano) com 1,2 milhão de votos. Tomou posse do cargo em 31 de janeiro 1963, e não era vice de Adhemar, e nunca foi, pois as eleições para governador e vice eram independentes à época. A Imobiliária e Construtora Aricanduva S/A era presidida por João Jorge Saad, genro de Adhemar de Barros e dono da Rádio e Televisão Bandeirantes.
Em 15 de agosto de 1952, Monsenhor Bastos abençoou os terrenos e foi lançada a campanha pró-construção do Morumbi. Foi eleita uma comissão constituída pelo presidente Cícero Pompeu de Toledo e pelos seguintes nomes: Piragibe Nogueira (vice-presidente); Luís Cássio dos Santos (secretário); Amador Aguiar (tesoureiro); Altino de Castro Lima, Carlos Alberto Gomes Cardim, Luís Campos Aranha, Manuel Raimundo Pais de Almeida, Osvaldo Artur Bratke, Roberto Gomes Pedrosa, Roberto Barros Lima, Marcos Gasparian, Paulo Machado de Carvalho e Pedro França Filho Pinto. Iniciava-se então, uma nova fase na vida do São Paulo Futebol Clube.
Parte do dinheiro da venda do Canindé (vendido à Portuguesa de Desportos em 1956) foi revertido em material de construção. Toda a receita do clube também foi investida na construção do estádio, ficando o time num segundo plano. As obras para a construção do novo estádio começaram em 1953.
Em 1956, o clube recebeu concessão de auxílio de dez milhões de cruzeiros, em apólices da dívida pública mediante juros de 8% ao ano, para o prosseguimento das obras do seu estádio. A Prefeitura concedeu auxílio idêntico a todos os grandes clubes da Capital.
O clube fez em 1955, uma campanha uma campanha de venda das cadeiras cativas que restavam pelo interior do estado, com grande aceitação dos torcedores.
No final de 1964, o São Paulo fez um acordo para adquirir a última parte do terreno do Morumbi junto à Imobiliária Aricanduva. O pagamento foi efetuado em março de 1965. A partir disso, foram vendidas setecentas mil unidades do carnê "Paulistão". Foram seis séries distintas de mais cem mil unidades cada, vendidos a cinco cruzeiros cada um. Sobre esse montante, foram devolvidos somente sessenta mil. É nesse ponto que reside a grande "distorção" por parte dos torcedores rivais, pois os carnês eram vendidos para qualquer pessoa ou torcedor, e só pagou o valor e ajudou o São Paulo a construir o estádio e o clube quem quis.
O projeto do estádio do Morumbi teve a criação do arquiteto Vilanova Artigas, um dos principais representantes da "escola paulista" da arquitetura moderna.
Alguns números do Morumbi: para o desenvolvimento do projeto foram necessárias 370 pranchas de papel vegetal; cinco meses foram consumidos nas terraplenagens e escavações, com o movimento de 340 mil metros cúbicos de terra; um córrego foi canalizado; o volume de concreto utilizado é equivalente a construção de 83 edifícios de dez andares; os 280 mil sacos de cimento usados, se colocados lado a lado, cobririam a distância de São Paulo ao Rio de Janeiro; cinquenta mil toneladas de ferro, que daria para circundar a Terra duas vezes e meia.
Num determinado momento, uma troca foi proposta pela prefeitura que ficaria com o Morumbi e o São Paulo, com o Pacaembu. Mas Laudo Natel, apoiado por toda a diretoria, prosseguiu a batalha, após a morte de Cícero Pompeu de Toledo.

### Estreia

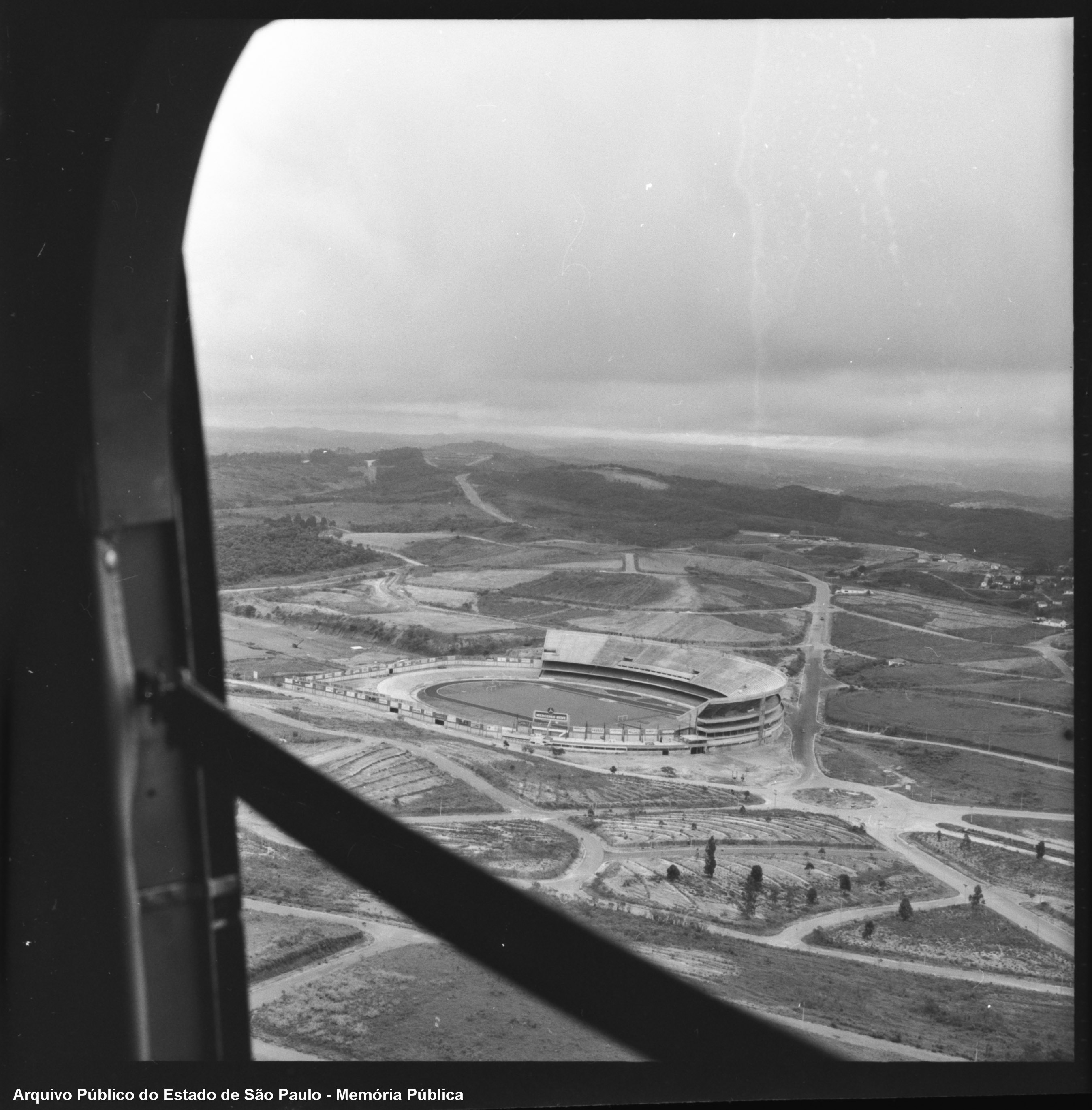
Estádio do Morumbi, 1960.Arquivo Público do Estado de S. Paulo.

A partida que inaugurou o estádio aconteceu em 2 de outubro de 1960. O São Paulo venceu o Sporting Clube de Portugal, por 1x0. O árbitro da partida inaugural foi Olten Ayres de Abreu. O primeiro gol do Morumbi foi marcado por Peixinho (Arnaldo Poffo Garcia), aos 12 minutos de jogo, diante de 56 448 pessoas que lotavam o estádio ainda inacabado, pois o objetivo era abrigar 120 mil pessoas, com renda de 7 868 400 cruzeiros, recorde em amistosos na época. Uma informação; o gol marcado por Peixinho foi de cabeça, se jogando quase rente ao chão. Daí nasceu a expressão "gol de peixinho". É citado esse lance, erroneamente, pois faz-se uma analogia com o peixe nadando e o jogador cabeceando, mas o correto "gol de peixinho" é pelo primeiro jogador a marcar no Morumbi e por essa jogada característica.
O São Paulo jogou com: Poy; Ademar, Gildésio e Riberto; Fernando Sátyro e Víctor; Peixinho, Jonas (Paulo), Gino Orlando, Gonçalo (Cláudio) e Canhoteiro; técnico Flávio Costa. O Sporting jogou com: Aníbal; Mário Lino e Hilário; Fernando Mendes, António Morato e David Julius; Hugo Sarmento, Faustino Pinto, Ernesto Figueiredo (Fernando Puglia), Diego Arizaga (Géo) e Juan Seminario; técnico Alfredo González.
O primeiro jogo do São Paulo por uma competição oficial no Morumbi foi no Campeonato Paulista de 1960, contra o Corinthians, não o rival da capital, era o Esporte Clube Corinthians de Presidente Prudente, Clube curiosamente criado por torcedores do Timão maior rival do Tricolor. O São Paulo acabou vencendo a partida por 3 a 0, os gols foram marcados por Dino Sani, Gino Orlando e Gonçalo.
A inauguração total do Morumbi ocorreu em 25 de janeiro de 1970. A partida de comemoração foi entre São Paulo e Porto, de Portugal, e terminou empatada em 1 a 1. Vieira Nunes abriu o placar para a equipe portuguesa, aos 32 minutos de jogo e Miruca empatou para o São Paulo aos 35 minutos do primeiro tempo. O árbitro da partida foi José Favilli Neto e o público foi de 107 069 espectadores presentes (59 924 pagantes).

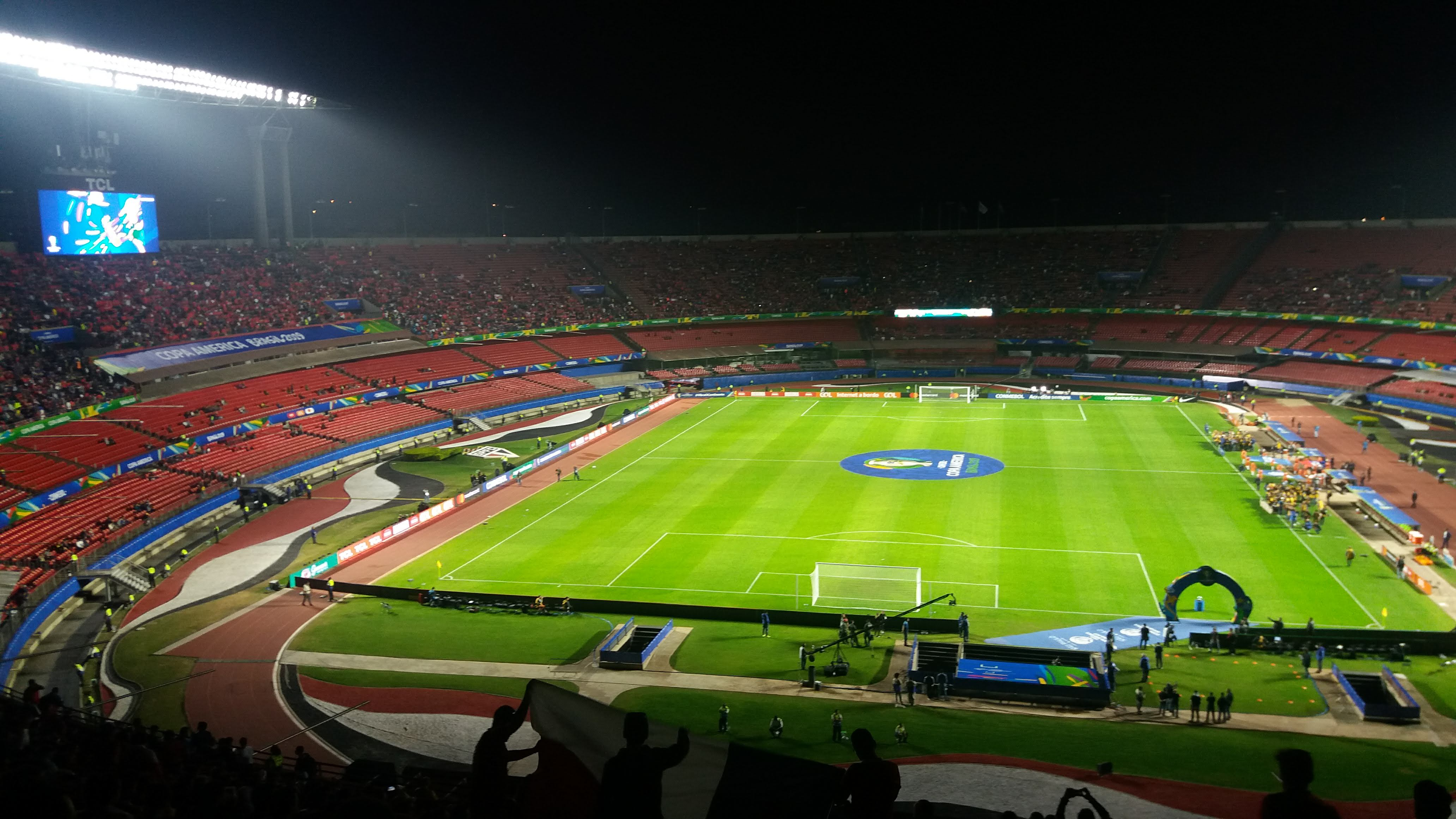
Copa América 2019

O jogo teve a presença do presidente da República, o general Emílio Garrastazu Médici, e do governador paulista, Abreu Sodré.
O São Paulo jogou com: Picasso; Édson, Jurandir, Roberto Dias e Tenente; Lourival e Gérson; Miruca (José Roberto), Toninho, Téia (Babá) e Paraná (Claudinho); técnico Zezé Moreira. O Porto formou com: Vaz; Acácio, Valdemar, Vieira Nunes e Sucena; Pavão e Rolando; Gomes, Chico (Seninho), Pinto (Ronaldo) e Nóbrega.
Após esta inauguração o Morumbi passou a ser chamado de "o maior estádio particular do mundo", apesar da redução de sua capacidade de 120 para 85 mil espectadores nos anos 1990, por medida de segurança. Entre 1994 e 1996, o estádio passou por uma série de reformas para melhorias na estrutura (que apresentava falhas), foram colocados amortecedor de impacto e para a colocação de assentos nas arquibancadas e nas chamadas "gerais" e teve a capacidade reduzida em 10 mil pessoas. O nome oficial é Estádio Cícero Pompeu de Toledo, em homenagem ao ex-jogador, dirigente e presidente do clube.
O Morumbi foi palco de grandes vitórias do São Paulo Futebol Clube, o qual conquistou em casa o primeiro campeonato da Copa Libertadores da América em 1992 e seu tricampeonato em 2005. Em 1993, apesar de o último jogo ter sido no Chile, o Tricolor praticamente decidiu o título em casa ao vencer por 5 a 1 o Universidad Católica.
Já em Campeonatos Brasileiros, o São Paulo não tinha muita sorte em seus domínios, pois nas quatro primeiras finais em que decidiu o título no Morumbi (1973, 1981, 1989 e 1990), saiu de campo sem a taça, precisando esperar até 2006 para conseguir conquistar um título nacional em seu estádio, feito repetido em 2007. O São Paulo já conquistou vinte taças em seu estádio.

### Projeto Copa 2014 e plano de modernização
O projeto de reforma e modernização do estádio vem desde meados da década de 1990. Batizado sob o nome de Projeto "Morumbi Século XXI", tal projeto acabou não tendo êxito e as reformas resumiram-se à parte estrutural do estádio, o que resolveu o problema de fortes trepidações e rachaduras.
O sonho de reformar, cobrir e modernizar o estádio voltou à tona quando o Morumbi foi indicado pela prefeitura e pelo governo do estado para ser o estádio que representaria a cidade e o estado no Mundial de 2014. O projeto para reforma do Morumbi feito pela GMP incluiria rebaixar o gramado, demolir os anéis intermediário e térreo e construir um novo anel mais retangular com cadeiras próximas ao campo, além de ampliar o anel superior, atingindo assim a capacidade de 67 450 pessoas sentadas, com 2,4 mil lugares provisórios, cobertura das arquibancadas, construção de um edifício para abrigar centro de mídia e novos vestiários. Porém, em 16 de junho de 2010, o Morumbi foi excluído do projeto pois o São Paulo e o Comitê da Cidade de São Paulo não entregaram as garantias financeiras referentes ao projeto do estádio ao Comitê Organizador Local da Copa. No lugar a cidade optou pela construção de outro estádio, a Arena Corinthians.
Mesmo sem sediar a Copa do Mundo, o São Paulo seguiu tocando as obras de reforma do seu estádio referentes a um de projeto de 430 milhões de reais não aprovado pela FIFA. A reforma inclui criação de camarotes, renovação de banheiros, instalação de novos assentos e construção de novos vestiários são alguns itens planejados para serem concluídos até o final de 2013, visando, no caso de uma emergência, que o estádio estivesse preparado para a Copa. O principal ponto da reforma era a construção de uma cobertura para o estádio. Em 1 de novembro de 2011, o São Paulo anunciou que já tem um acordo para construir a cobertura do estádio do Morumbi. A obra, teria início em janeiro de 2012, com duração prevista de 18 meses a partir do início da obra e custaria entre R$ 100 milhões e R$ 120 milhões. Segundo José Francisco Manssur, assessor direto do presidente Juvenal Juvêncio, 12 empresas procuraram o São Paulo e apresentaram propostas para construir a cobertura. A empresa vencedora estamparia o nome de sua marca na arena multiúso a ser construída atrás de um dos gols do estádio, com capacidade para 25 mil torcedores. Por fim, a Prefeitura de São Paulo emitiu o alvará para as obras em 6 de julho de 2012.
Em dezembro de 2023, a multinacional Mondelēz International comprou por R$75 milhões os direitos de nome do estádio, que se chamaria "Morumbis" utilizando o nome do chocolate da Lacta Bis.

## Shows e eventos

### Eventos
O Morumbis também é utilizado para shows de nomes internacionais e grandes festivais como o Hollywood Rock de 1988, 1990, 1993 e 1994, do Canta Brasil de 1982, do Z Festival 2011 e do VillaMix Festival 2017.
Veja a lista completa de apresentações de atrações internacionais no estádio.
| Concertos no Estádio Morumbis            | Concertos no Estádio Morumbis | Concertos no Estádio Morumbis       | Concertos no Estádio Morumbis      | Concertos no Estádio Morumbis |
| Data(s)                                  | Artista                       | Turnê / Festival                    | Abertura Internacional             | Público                       |
| ---------------------------------------- | ----------------------------- | ----------------------------------- | ---------------------------------- | ----------------------------- |
| 20 e 21 de março de 1981                 | Queen                         | The Game Tour                       | –                                  | 190.000                       |
| 25 de junho de 1983                      | Kiss                          | Creatures of the Night Tour         | –                                  | 125.000                       |
| 15 e 16 de março de 1985                 | Menudo                        | Menudo Tour                         | –                                  | 230.000                       |
| 13 de janeiro de 1988                    | The Pretenders                | Hollywood Rock 88                   | –                                  | 60.000                        |
| 14 de janeiro de 1988                    | UB40                          | Hollywood Rock 88                   | –                                  | –                             |
| 14 de janeiro de 1988                    | Simple Minds                  | Hollywood Rock 88                   | –                                  | –                             |
| 15 de janeiro de 1988                    | Simply Red                    | Hollywood Rock 88                   | –                                  | 80.000                        |
| 15 de janeiro de 1988                    | Duran Duran                   | Hollywood Rock 88                   | –                                  | 80.000                        |
| 16 de janeiro de 1988                    | Supertramp                    | Hollywood Rock 88                   | –                                  | 80.000                        |
| 18 de janeiro de 1990                    | Tears for Fears               | Hollywood Rock 90                   | –                                  | –                             |
| 18 de janeiro de 1990                    | Bob Dylan                     | Hollywood Rock 90                   | –                                  | –                             |
| 19 de janeiro de 1990                    | Marillion                     | Hollywood Rock 90                   | –                                  | –                             |
| 19 de janeiro de 1990                    | Bon Jovi                      | Hollywood Rock 90                   | –                                  | –                             |
| 20 de janeiro de 1990                    | Eurythmics                    | Hollywood Rock 90                   | –                                  | –                             |
| 20 de janeiro de 1990                    | Terence Trent D’arby          | Hollywood Rock 90                   | –                                  | –                             |
| 15 de janeiro de 1993                    | Alice in Chains               | Hollywood Rock 93                   | –                                  | 70.000                        |
| 15 de janeiro de 1993                    | Red Hot Chili Peppers         | Hollywood Rock 93                   | –                                  | 70.000                        |
| 16 de janeiro de 1993                    | Nirvana                       | Hollywood Rock 93                   | –                                  | 50.000                        |
| 17 de janeiro de 1993                    | Maxi Priest                   | Hollywood Rock 93                   | –                                  | 35.000                        |
| 17 de janeiro de 1993                    | Simply Red                    | Hollywood Rock 93                   | –                                  | 35.000                        |
| 15 e 17 de outubro de 1993               | Michael Jackson               | Dangerous World Tour                | –                                  | 210.000                       |
| 3 de novembro de 1993                    | Madonna                       | The Girlie Show World Tour          | –                                  | 86,000                        |
| 14 de janeiro de 1994                    | Aerosmith                     | Hollywood Rock 94                   | –                                  | –                             |
| 14 de janeiro de 1994                    | Poison                        | Hollywood Rock 94                   | –                                  | –                             |
| 15 de janeiro de 1994                    | Live                          | Hollywood Rock 94                   | –                                  | –                             |
| 15 de janeiro de 1994                    | Ugly Kid Joe                  | Hollywood Rock 94                   | –                                  | –                             |
| 15 de janeiro de 1994                    | Robert Plant                  | Hollywood Rock 94                   | –                                  | –                             |
| 16 de janeiro de 1994                    | Whitney Houston               | Hollywood Rock 94                   | –                                  | –                             |
| 30 e 31 de janeiro de 1998               | U2                            | Popmart Tour                        | –                                  | 154.056                       |
| 22 de julho de 2000                      | Os Três Tenores               | World Tour                          | –                                  | 40.000                        |
| 22 de novembro de 2002                   | Rush                          | Vapor Trails Tour                   | –                                  | 62.000                        |
| 11 de setembro de 2004                   | Linkin Park                   | Chimera Rock                        | –                                  | 80.000                        |
| 20 e 21 de fevereiro de 2006             | U2                            | Vertigo Tour                        | Franz Ferdinand                    | 149.700                       |
| 7 de outubro de 2006                     | RBD                           | Tour Generación RBD                 | Diego Boneta                       | 41.000                        |
| 24 de março de 2007                      | Roger Waters                  | The Dark Side of the Moon Live      | –                                  | 45.000                        |
| 12 de abril de 2007                      | Aerosmith                     | World Tour 2007                     | Velvet Revolver                    | 62.000                        |
| 20 de maio de 2007                       | High School Musical           | High School Musical: The Concert    | –                                  | 45.000                        |
| 18, 20 e 21 de dezembro de 2008          | Madonna                       | Sticky & Sweet Tour                 | –                                  | 196.656                       |
| 24 de maio de 2009                       | Jonas Brothers                | Jonas Brothers World Tour 2009      | Demi Lovato                        | 45.000                        |
| 27 de novembro de 2009                   | AC/DC                         | Black Ice Tour                      | –                                  | 70.000                        |
| 30 e 31 de janeiro de 2010               | Metallica                     | World Magnetic Tour                 | –                                  | 136.000                       |
| 6 de fevereiro de 2010                   | Beyoncé                       | I Am... World Tour                  | –                                  | 52.757                        |
| 2 de março de 2010                       | Coldplay                      | Viva la Vida Tour                   | Bat for Lashes                     | 53.060                        |
| 6 de outubro de 2010                     | Bon Jovi                      | The Circle Tour                     | –                                  | 60.000                        |
| 8 de outubro de 2010                     | Rush                          | Time Machine Tour                   | –                                  | 38.000                        |
| 4 de novembro de 2010                    | The Black Eyed Peas           | The E.N.D World Tour                | David Guetta                       | 60.000                        |
| 21 e 22 de novembro de 2010              | Paul McCartney                | Up and Coming Tour                  | –                                  | 124.000                       |
| 19 de março de 2011                      | Train                         | Pop Music Festival                  | –                                  | 53.000                        |
| 19 de março de 2011                      | Ziggy Marley                  | Pop Music Festival                  | –                                  | 53.000                        |
| 19 de março de 2011                      | Shakira                       | Pop Music Festival                  | –                                  | 53.000                        |
| 19 de março de 2011                      | Fat Boy Slim                  | Pop Music Festival                  | –                                  | 53.000                        |
| 26 de março de 2011                      | Iron Maiden                   | The Final Frontier World Tour       | –                                  | 55.000                        |
| 9, 10 e 13 de abril de 2011              | U2                            | U2 360° Tour                        | Muse                               | 269.491                       |
| 8 e 9 de outubro de 2011                 | The Wanted                    | Z Festival                          | –                                  | 188.000                       |
| 8 e 9 de outubro de 2011                 | Cobra Starship                | Z Festival                          | –                                  | 188.000                       |
| 8 e 9 de outubro de 2011                 | Justin Bieber                 | Z Festival                          | –                                  | 188.000                       |
| 12 de outubro de 2011                    | Eric Clapton                  | 2011 South American Tour            | Gary Clark Jr.                     | 45.000                        |
| 3 e 4 de novembro de 2011                | Pearl Jam                     | Pearl Jam Twenty Tour               | X                                  | 118.000                       |
| 1 e 3 de abril de 2012                   | Roger Waters                  | The Wall Live                       | –                                  | 120.000                       |
| 11 de novembro de 2012                   | Lady Gaga                     | Born This Way Ball Tour             | DJ Lady Starlight/The Darkness     | 43.137                        |
| 4 e 5 de dezembro de 2012                | Madonna                       | MDNA Tour                           | –                                  | 108.000                       |
| 15 de setembro de 2013                   | Beyoncé                       | The Mrs. Carter Show World Tour     | –                                  | 60.000                        |
| 22 de setembro de 2013                   | Bon Jovi                      | Because We Can: The Tour            | Nickelback                         | 63.198                        |
| 22 de março de 2014                      | Metallica                     | By Request                          | Raven                              | 61.742                        |
| 10 e 11 de maio de 2014                  | One Direction                 | Where We Are Tour                   | –                                  | 112.804                       |
| 23 de janeiro de 2015                    | Foo Fighters                  | Sonic Highways World Tour           | Kaiser Chiefs                      | 70.000                        |
| 14 de novembro de 2015                   | Pearl Jam                     | Lightning Bolt Tour                 | –                                  | 65.000                        |
| 24 e 27 de fevereiro de 2016             | The Rolling Stones            | América Latina Olé Tour             | –                                  | 135.656                       |
| 4 de dezembro de 2016                    | Black Sabbath                 | The End Tour                        | Rival Sons                         | 65.000                        |
| 8 de outubro de 2017                     | Fifth Harmony                 | VillaMix Festival                   | –                                  | 40.000                        |
| 8 de outubro de 2017                     | Alex Aiono                    | VillaMix Festival                   | –                                  | 40.000                        |
| 19, 21, 22 e 25 de outubro de 2017       | U2                            | The Joshua Tree Tour 2017           | Noel Gallagher's High Flying Birds | 278.718                       |
| 22 e 23 de novembro de 2017              | Bruno Mars                    | 24K Magic World Tour                | DNCE                               | 83.437                        |
| 6 de outubro de 2019                     | Iron Maiden                   | Legacy of the Beast Tour            | The Raven Age                      | 62.000                        |
| 10 de maio de 2022                       | Metallica                     | Metallica 2021–2022 Tour            | Greta Van Fleet                    | 68.850                        |
| 4 de setembro de 2022                    | Iron Maiden                   | Legacy of the Beast                 | Avatar                             | 60.000                        |
| 10, 11, 13, 14, 17 e 18 de março de 2023 | Coldplay                      | Music of the Spheres World Tour     | Chvrches                           | 439.651                       |
| 10 de novembro de 2023                   | Red Hot Chili Peppers         | Unlimited Love Tour                 | Irontom                            | 70.000                        |
| 12 e 13 de novembro de 2023              | RBD                           | Soy Rebelde Tour                    | –                                  | 135.157                       |
| 7 de setembro de 2024                    | The Weeknd                    | The Weeknd Promotion Show           | Mike Dean                          | 66.000                        |
| 4, 5, 8, 9, 12 e 13 de outubro de 2024   | Bruno Mars                    | Live in Brazil                      | –                                  | 394.948                       |
| 13 de fevereiro de 2025                  | Shakira                       | Las Mujeres Ya No Lloran World Tour | –                                  | 67.541                        |
| 5 e 6 de abril de 2025                   | Stray Kids                    | Stray Kids World Tour <dominATE>    | –                                  | 115.143                       |
| 31 de outubro e 1 de novembro de 2025    | Imagine Dragons               | LOOM World Tour                     |                                    |                               |
| 8 de novembro de 2025                    | Linkin Park                   | From Zero World Tour                | Ego Kill Talent                    |                               |
| 15 de novembro de 2025                   | Dua Lipa                      | Radical Optimism Tour               |                                    |                               |
| 22 e 23 de novembro de 2025              | Oasis                         | Oasis Live '25                      |                                    |                               |

#### Artistas com mais apresentações no Morumbis
| Artista\Banda                      | Apresentações | Ano                                        |
| ---------------------------------- | ------------- | ------------------------------------------ |
| U2                                 | 11 vezes      | 1998 (2×), 2006 (2×), 2011 (3×), 2017 (4×) |
| Bruno Mars                         | 8 vezes       | 2017 (2×), 2024 (6×)                       |
| Coldplay                           | 7 vezes       | 2010, 2023 (6×)                            |
| Madonna                            | 6 vezes       | 1993, 2008 (3×), 2012 (2×)                 |
| Chvrches                           | 6 vezes       | 2023 (6×)                                  |
| Metallica                          | 4 vezes       | 2010 (2×), 2014, 2022                      |
| Noel Gallagher's High Flying Birds | 4 vezes       | 2017 (4×)                                  |
| Bon Jovi                           | 3 vezes       | 1990, 2010, 2013                           |
| RBD                                | 3 vezes       | 2006, 2023 (2×)                            |
| Roger Waters                       | 3 vezes       | 2007, 2012 (2×)                            |
| Iron Maiden                        | 3 vezes       | 2011, 2019, 2022                           |
| Muse                               | 3 vezes       | 2011 (3×)                                  |
| Pearl Jam                          | 3 vezes       | 2011 (2×), 2015                            |

### Complexo social

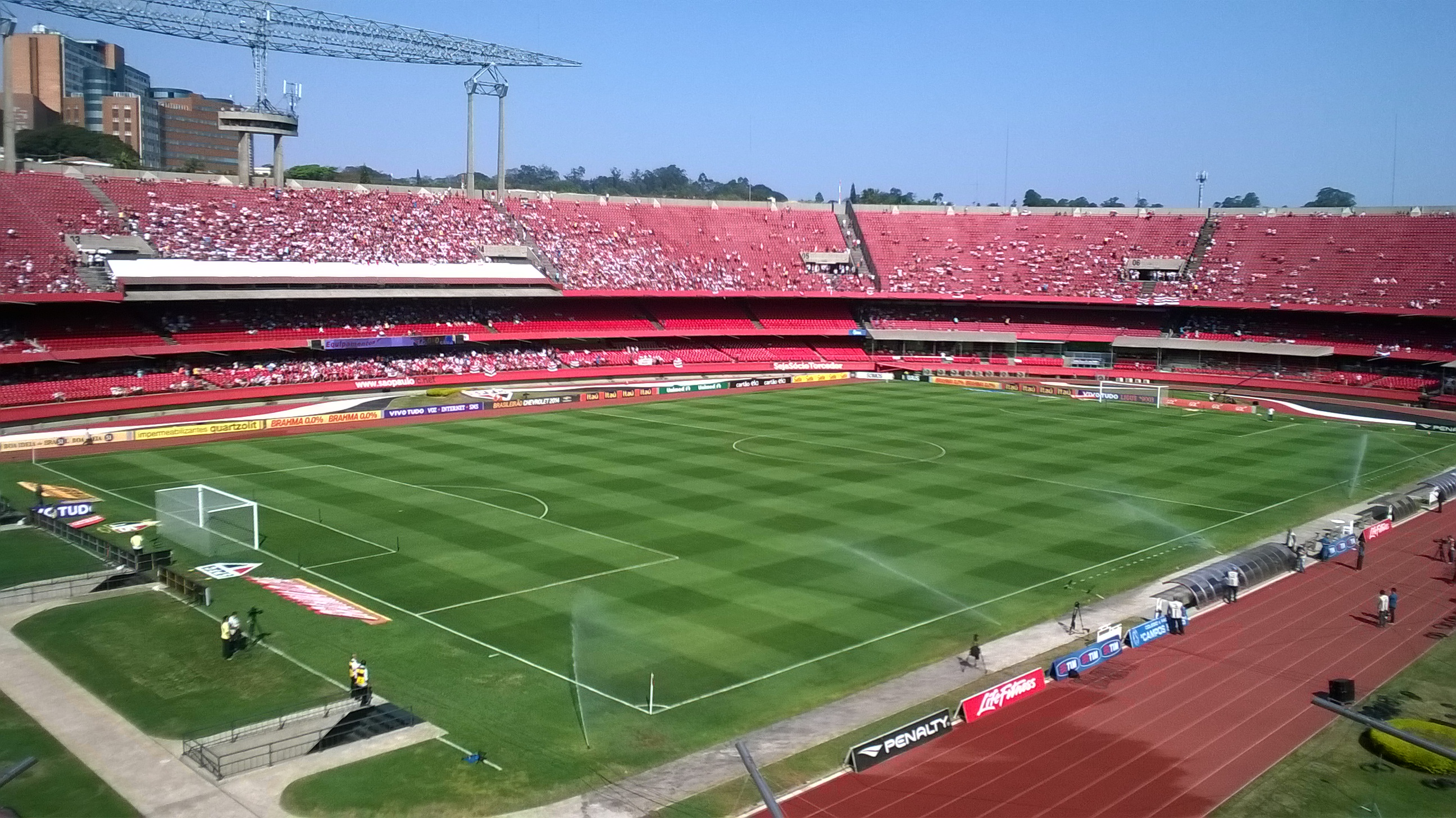
Jatos d’água antes de uma partida

A inauguração parcial do Estádio do Morumbi foi importante para o lançamento do Complexo Social do Clube.
A iniciação da venda dos "Títulos Sociais" contou com vendas estimadas em 7,5 mil unidades ao preço de cem mil cruzeiros, tendo os proprietários de cadeiras cativas 25% de desconto e os associados, 20%. Com a arrecadação foram iniciadas as obras, com custo aproximado de cem milhões de cruzeiros, da sede da praça de esportes (provisória), três piscinas, cinco conjuntos de quadras de tênis, uma quadra de voleibol e futebol de salão, uma de basquetebol, dois paredões duplos para aprendizagem de tênis, playground, campo de futebol, canchas de bocha, além da iluminação do estádio.
Hoje, o complexo social do clube possui uma área total de 85 mil metros quadrados e é considerado uma das mais estruturadas sedes sociais do Brasil. Possui um dos maiores espelhos d'água do país e um tobogã aquático de quarenta metros. Possui também uma grande estrutura contando com: duas piscinas aquecidas, lanchonetes, restaurante, salão de festas, cabeleireiro, cinco ginásios poliesportivos, sete quadras externas, três campos de futebol para uso dos associados (um gramado e dois sintéticos), duas quadras de paddle, oito quadras de tênis, uma quadra de vôlei de areia, berçário, salas de ginástica e musculação, playground, vestiários masculino e feminino, sauna e área com churrasqueiras.
A Diretoria Social Cultural organiza periodicamente eventos, cursos e palestras. Há ainda a biblioteca com um acervo diverso e com 5,5 mil títulos estimados. No espaço cultural são disponibilizados na hemeroteca os principais jornais e revistas. A gibiteca da sede social oferece muita variedade e qualidade no seu acervo.

### Estátua de Telê Santana
Em 17 de junho de 2022, em um evento comemorativo dos 30 anos da conquista da primeira Libertadores do clube, o presidente Júlio Casares anunciou que uma estátua em homenagem a Telê Santana, técnico mais vencedor pelo Tricolor, seria colocada no Morumbi.

Em 25 de janeiro de 2023, aniversário do São Paulo, a estátua do Mestre Telê foi inaugurada no portão 2 do Morumbi, em frente a fachada do estádio, num evento com membros da diretoria do clube, como Muricy Ramalho, e com Renê Santana, filho do falecido ex-treinador.

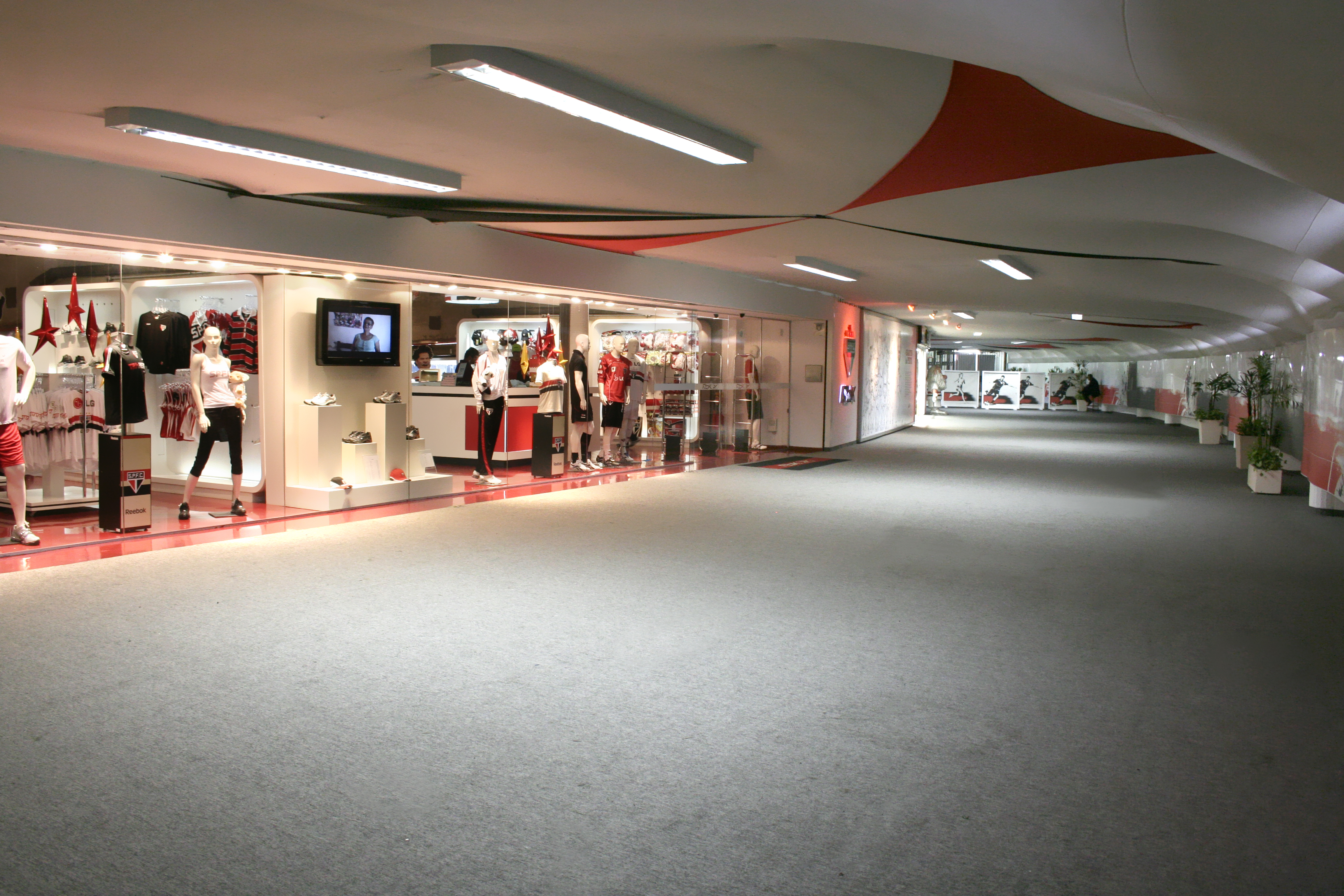
Corredor do Morumbi Concept Hall

### Concept Hall
O clube conta atualmente com uma área chamada Morumbi Concept Hall que foi concebida para aumentar a circulação de pessoas, fortalecer a marca do time e aumentar a receita em dias em que não há jogos no estádio, aumentando, assim, as opções de entretenimento, negócios e lazer para os paulistanos e turistas. a entrada pode ser feita pelo portão dois do estádio.
O Morumbi Concept Hall atualmente recebe a Megaloja da Under Armour, o Santo Paulo Bar, a Livraria Nobel, o Espaço Nestlé, a Sala Raí, o Stadium Eventos, o Fantastic World Buffet, a loja São Paulo Mania, a academia Companhia Athletica, a agência de turismo Passaporte FC, o Copa Restaurante, o restaurante Koji, o camarote Espaço Unyco e seu último estabelecimento construído foi a primeira loja da Semp Toshiba no Brasil.

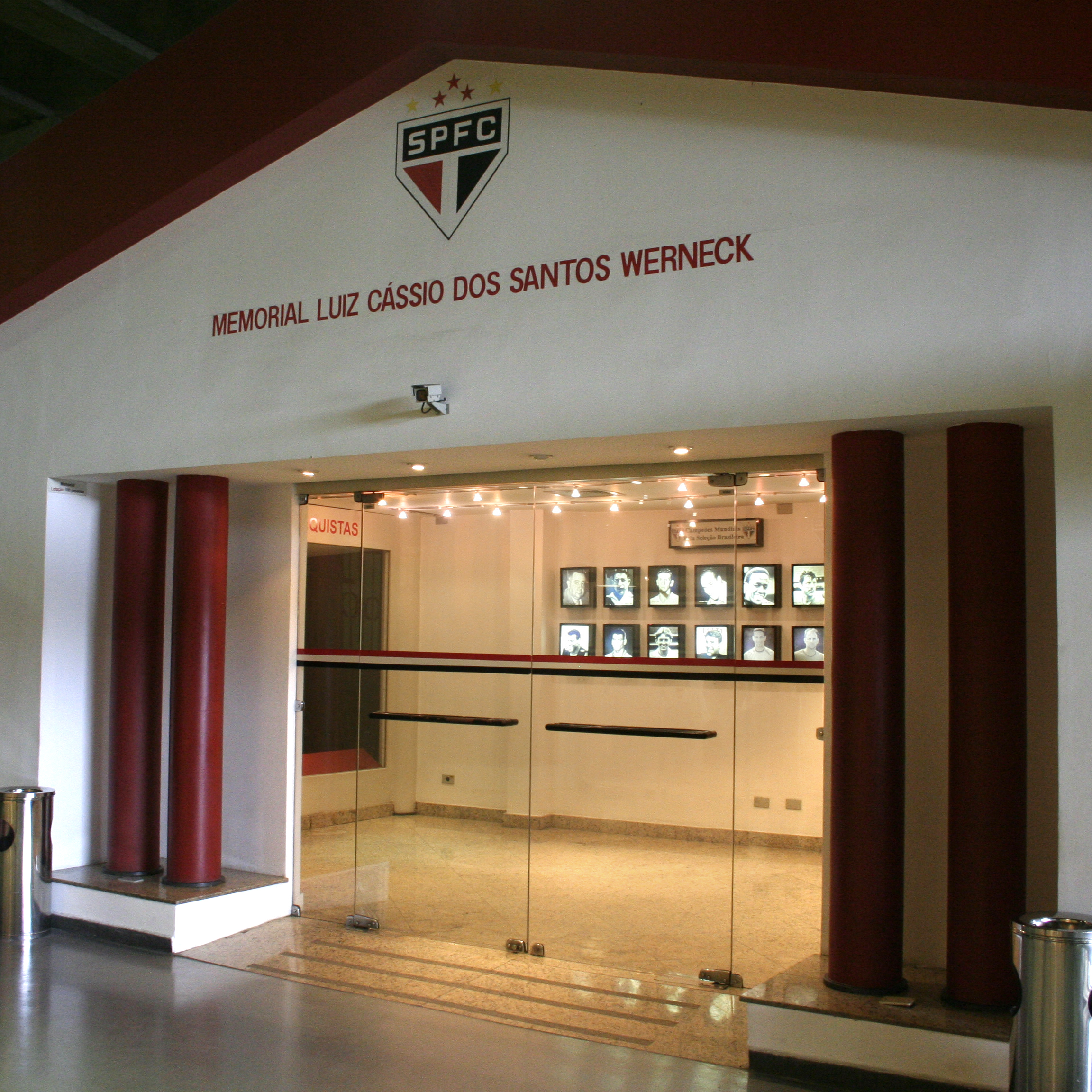
Entrada do memorial do clube

#### Memorial
O Memorial Luiz Cássio dos Santos Werneck foi inaugurado em 1994, após dez meses de planejamento por José Eduardo Mesquita Pimenta e tem esse nome em homenagem ao advogado, conselheiro, diretor e presidente de conselho do clube (a última vez eleito Presidente do Conselho Deliberativo em 2002). Luiz Cássio dos Santos Werneck foi fiel escudeiro de Cícero Pompeu de Toledo durante toda a construção do Estádio do Morumbi. Ele foi um dos responsáveis por obter recursos, por exemplo, com a Companhia Antarctica Paulista, cujo capital alavancou as obras do estádio.
O memorial foi construído com o intuito de organizar as vitórias do clube. Com entrada gratuita, o horário de funcionamento é das 9 às 16h30 em dias úteis e das 12 às 16h30 em fins de semana ou feriados, não abrindo em dias de jogo no estádio.
Ele foi montado de modo que além de mostrar as conquistas nos gramados, também pudesse exibir conquistas fora deles. Além disso se preocupa em mostrar pontos importantes da história não só para o clube, mas para todo o esporte. Encontram-se no memorial, por exemplo, os troféus já conquistados na história do clube, objetos pessoais de Éder Jofre, Leônidas da Silva e Adhemar Ferreira da Silva, retratos de jogadores e ídolos, a história do Estádio do Morumbi e as conquistas de todas as modalidades já praticadas no clube.

#### Megaloja da Under Armour

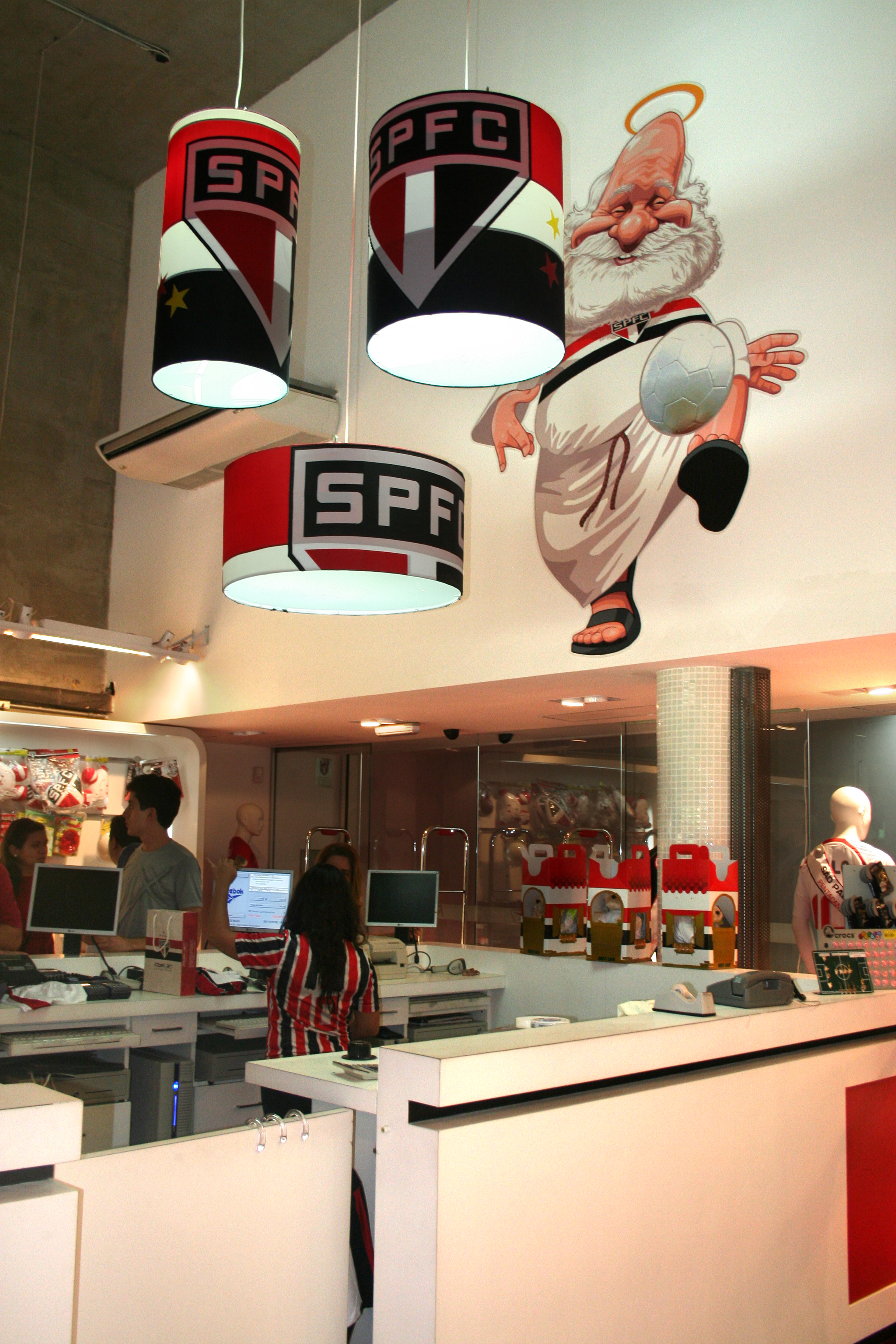
Interior da antiga Rbk Concept Store, atual Penalty

Inaugurada em 28 de agosto de 2007 como a Rbk Concept Store foi o primeiro passo no conceito do Morumbi Concept Hall. Devido a troca de patrocinador por parte do São Paulo, a loja passou pela administração da Penalty e da Under Armour.

#### Santo Paulo Bar

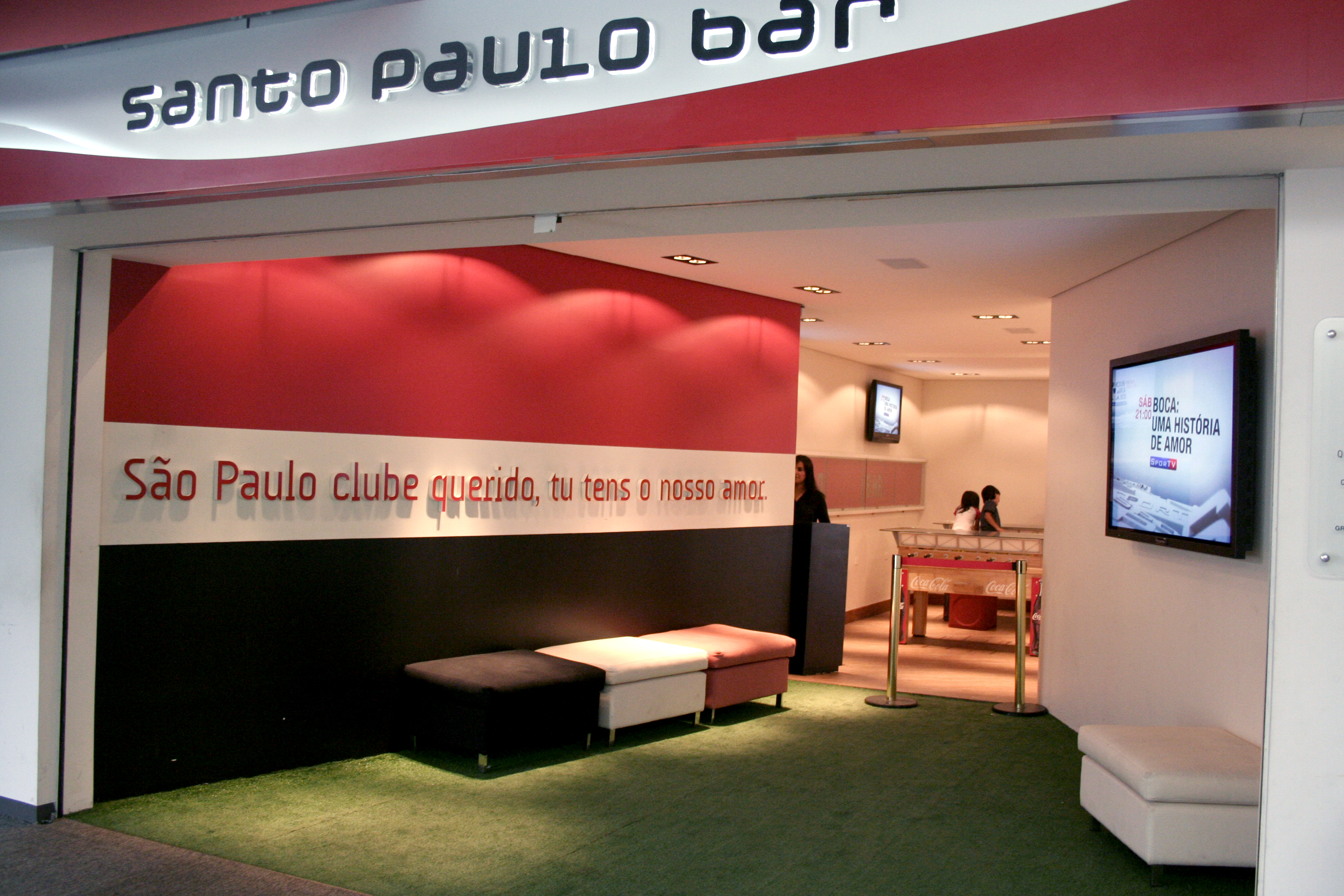
Entrada do Santo Paulo Bar

O Santo Paulo Bar, inaugurado em 11 de agosto de 2008, foi o primeiro bar temático dentro de um estádio brasileiro. Tinha capacidade para 350 pessoas em uma área de 900 metros quadrados que, ao privilegiar a visão do campo, funciona como camarote em dias de jogos ou eventos e abre normalmente no restante dos dias. Seu funcionamento era de quarta-feira a domingo, das 12 horas até o último cliente.
O investimento inicial do clube foi em torno de dois milhões de reais, utilizados para integrar o conceito à tecnologia. Conta com dezoito telas de plasma (inclusive nos banheiros) 100% Full HD e consoles de videogame. Possui ainda um estúdio que permite a gravação de programas e entrevistas ao vivo.

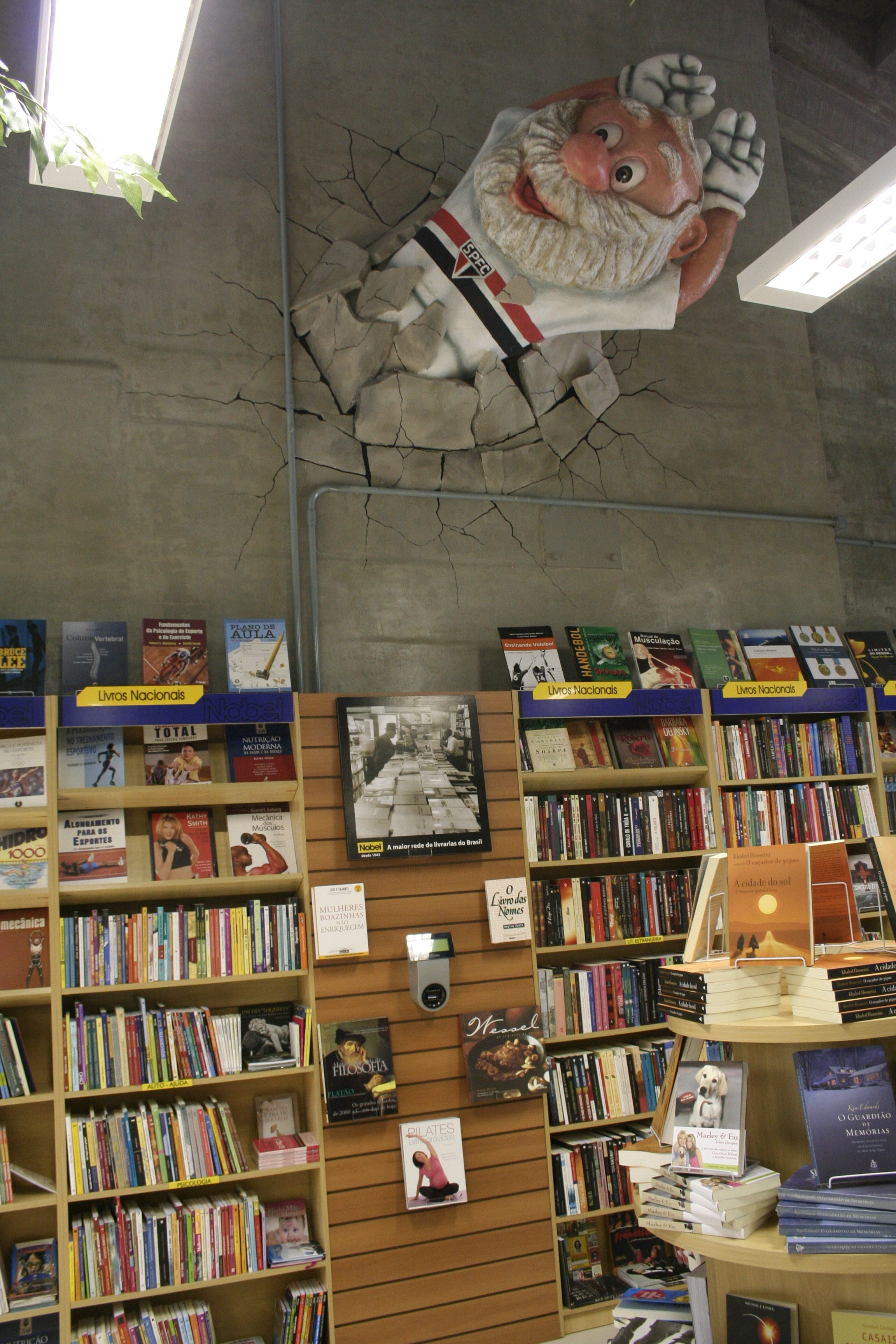
Detalhe da parede interna da Livraria Nobel no estádio

Suas mesas tinham forma de futebol de botão e eram servidas por garçons trajando uniformes inspirados em jogadores, técnicos e bandeirinhas. Já o balcão reproduzia a área do gol em formato real.
O cardápio contava com aperitivos, sanduíches, massas e sobremesas, com destaque para uma releitura do tradicional sanduíche de pernil dos estádios.[carece de fontes?]

#### Livraria Nobel
A unidade da Livraria Nobel no estádio foi inaugurada em 21 de janeiro de 2009 e tinha como base o tema "esporte", porém venderia todos os tipos de livros e também CDs e DVDs. No mesmo espaço da livraria encontrava-se o Café Donuts, que proporcionava um espaço agradável de leitura e lazer.
A loja possuía cerca de 225 metros quadrados de área e tinha capacidade para 200 pessoas, sendo 135 sentadas. Além disso, contava com uma visão do estádio em um deque com aproximadamente 57 metros quadrados, a menos de oitenta metros do gol. Para sua coleção de livros, possuía mais de 2,2 mil opções, entre livros nacionais e importados. Contava também com uma linha de suvenires do clube para adultos e crianças.
A loja funcionava das 9 às 21 horas durante toda a semana e tinha acesso livre, exceto em dias de jogos, quando a entrada era limitada aos espectadores dos camarotes.

#### Espaço Únyco
Inaugurado em 12 de fevereiro de 2009, para o jogo contra a Ponte Preta pelo Campeonato Paulista de 2009, o Espaço Únyco é um camarote com lounge e cadeiras para aproximadamente 800 pessoas. Com previsão de receita na base de 15 milhões de reais por ano localiza-se no anel inferior do estádio atrás de uma das bandeiras de escanteio.
Entre as comodidades oferecidas, a principal é um buffet produzido pela Applebee's. Ar-condicionado, segurança, telas de plasma, limpeza e recepção.
O foco principal dessa nova área será o de sediar shows, eventos de grande porte e ações comerciais. Além disso servirá desde reuniões de negócios até festas infantis. A recepção de torcedores em dias de jogos fica em segundo plano.

#### Passaporte FC
A Passaporte FC é a agência de turismo oficial do clube. Foi inaugurada em 8 de março de 2010 e é a responsável por oferecer a linha turística do time. Os produtos da agência são o Morumbi Tour, passeio guiado pelo estádio Cícero Pompeu de Toledo, o VIP 10, pacote onde os torcedores viajam com a delegação do clube e ficam hospedados no mesmo hotel do time, o São Paulo FC Futebol Camp, retiro para garotos de 6 a 13 anos, onde eles aprendem e desenvolvem fundamentos de futebol orientados por profissionais especializados, e os pacotes de viagens para acompanhar os jogos do time durante toda as competições.
O atendimento ao cliente funciona de segunda à sexta, das 9 às 18 horas, e aos sábados, das 10 às 14 horas.
E o último lançamento da agência foi o Tour no CT, uma visita guiada ao quartel-general da equipe profissional do Tricolor, na Barra Funda, exclusiva para oito pessoas. O tour acontecerá semanalmente, às sextas ou sábados (dependendo da agenda de jogos da equipe).

#### Restaurantes
Atualmente no Morumbi Concept Hall existem dois restaurantes, o Copa Gastronomia & Futebol e o Koji, especializado em culinária japonesa. Diferente, ousado e inovador, o Copa foi criado para ser uma celebração ao maior evento esportivo do planeta. Assim como a competição integra os povos dos cinco continentes, o Copa reúne o melhor da culinária internacional para atender ao paladar de todos os torcedores. No Koji, os destaques do menu são sushi, sashimi e o ipin mono, que são pequenas porções servidas em bares japoneses. O restaurante oferece também a opção degustação, para que o cliente possa experimentar diversos sabores. A diversidade de saquês é outro ponto forte do Koji.

#### Academia
Uma parceria entre o São Paulo FC e Companhia Athletica, fez com que a empresa construísse uma academia localizada no Estádio do Morumbi. A iniciativa faz parte de um projeto do São Paulo de atrair marcas premium para o interior do estádio e é um presente para os alunos da rede de academias, que completou 25 anos em 2010. A unidade tem um espaço exclusivo de 1,5 mil metros quadrados, número limitado de alunos (mil), e se transforma em camarote VIP nos dias de jogos e de shows. Com um investimento inicial de 3,8 milhões de reais, o contrato entre o São Paulo e a rede de academias tem validade até dezembro de 2012.

#### Buffet infantil
Batizado de Espaço Fantastic World, o buffet fica localizado no anel térreo do estádio e possui um salão de 1,5 mil metros quadrados, com capacidade para 450 convidados, além de servir de camarote para cerca de seiscentas pessoas. A vista para o gramado chama a atenção logo de cara, mas o autorama profissional e o campinho de mini golfe são sucesso garantido.

#### Camarotes

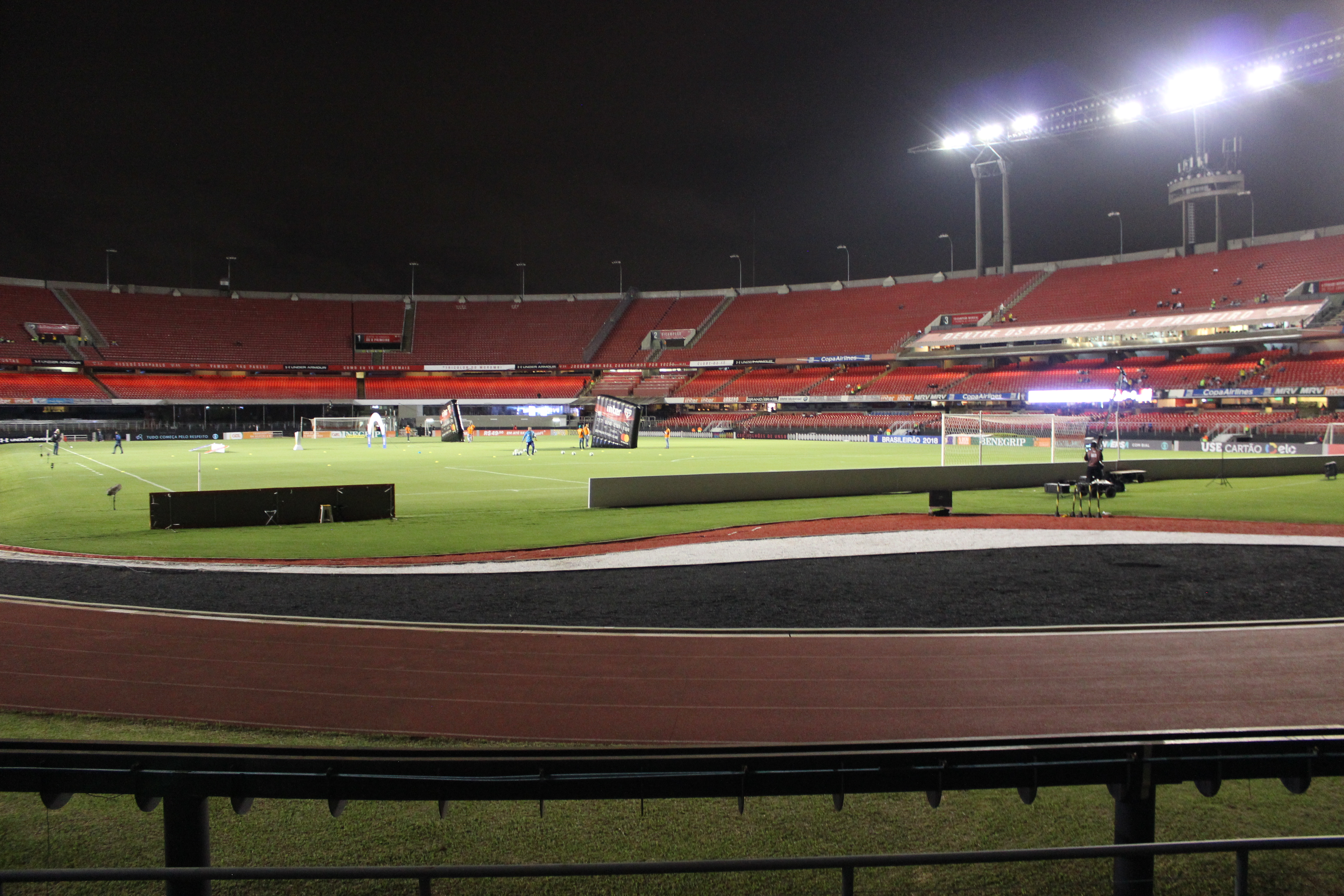
Vista do Camarote Stadium para o campo

O Camarote VIP foi inaugurado em 28 de maio de 2011, na partida contra o Figueirense pelo Campeonato Brasileiro. Os são-paulinos que aderirem ao Plano VIP poderão assistir às partidas que o São Paulo FC mandar no Morumbi no novo camarote, localizado no setor térreo vermelho. Além do conforto do local, os tricolores terão serviços exclusivos de buffet. No Morumbi também há outros camarotes como o Espaço Nestlé, um espaço de 400 m² que oferece conforto aos torcedores, além de oito TVs de LED de 40 polegadas e um telão de 20 000 lumines para que os convidados não percam um lance sequer da partida. O camarote conta ainda com uma sala VIP, um lounge e dois computadores; o Camarote Stadium que situa-se no andar térreo (antigo setor laranja). Possuindo o maior espaço para eventos do estádio (salão fracionável de 1,5 mil m²), com infraestrutura multimídia e serviços integrados, cadeiras numeradas com 600 lugares na área externa, capacidade para até mil convidados em coquetéis, ou 400 em jantares, além de área infantil com monitoria treinada; e os camarotes em homenagens aos ídolos Rogério Ceni e Raí. Além desses, há camarotes em setores superiores do estádio que são bancados pelas empresas como Volkswagen, Itaú, Banco BMG, Habib's, Nestlé, Visa, TIM, Sky e Grupo Andrade Gutierrez.

### Setor Visa
O setor Visa foi inaugurado em 2009 e foi uma revolução no sistema de vendas de ingresso online, pois o torcedor não precisava encarar filas enormes para garantir o ingresso, com seu cartão de crédito servindo como um. O espaço Visa possuía cerca de vinte mil lugares, distribuídos entre os setores de arquibancada vermelho, Morumbi Premium e o andar térreo (Concept Hall).

## Dados
Ao todo são 102 904 metros quadrados de área construída, sendo que a área reservada aos espectadores é de 62 450 metros quadrados.
O campo do Morumbi mede 108,25 metros de comprimento por 72,70 metros de largura. O estádio possui 15 cabines para rádio e TV; 81 pontos de vendas para bebidas e lanches; 105 guichês para venda de ingressos; 51 banheiros; centro médico com 5 ambulâncias de plantão.
É um dos poucos estádios do Brasil que possui um setor exclusivo para deficientes físicos. A área tem 470 metros quadrados, espaço para 92 cadeiras de rodas e 108 lugares destinados a portadores de outros tipos de deficiência. Os acompanhantes dos deficientes físicos também têm um local específico dentro do estádio, ao lado do setor especial.
Desde abril de 1999, o Morumbi possui um novo sistema de iluminação. Os antigos painéis com luminárias concentradas foram substituídos por uma iluminação horizontalizada nos dois lados do estádio. As quatro caixas de concreto foram trocadas por duas estruturas metálicas especiais, com 80 metros de extensão cada uma, acompanhando a curvatura do Morumbi.
O estádio foi remodelado por duas vezes, de 1994 a 1996, com uma reforma estrutural total, e posteriormente em 2000.
Em dezembro de 2023, a Mondelez, proprietária do wafer de chocolate BIS, anunciou a compra dos naming rights do estádio, renomeando-o para MorumBIS por um período de três anos.

## Maiores públicos e rendas
O recorde de público deu-se em 25 de agosto de 1985, quando 162 941 pessoas se reuniram no Morumbi para um Congresso Internacional das Testemunhas de Jeová. O primeiro grande show no estádio foi com a banda britânica Queen, que atraiu cerca de oitenta mil pessoas em 20 de março de 1981 e 110 mil pessoas no dia seguinte. Em 1983, a banda americana Kiss levou 125 mil pessoas ao Morumbi e, dois anos depois, os porto-riquenhos do Menudo levaram 150 mil pessoas ao segundo de seus dois shows no local.

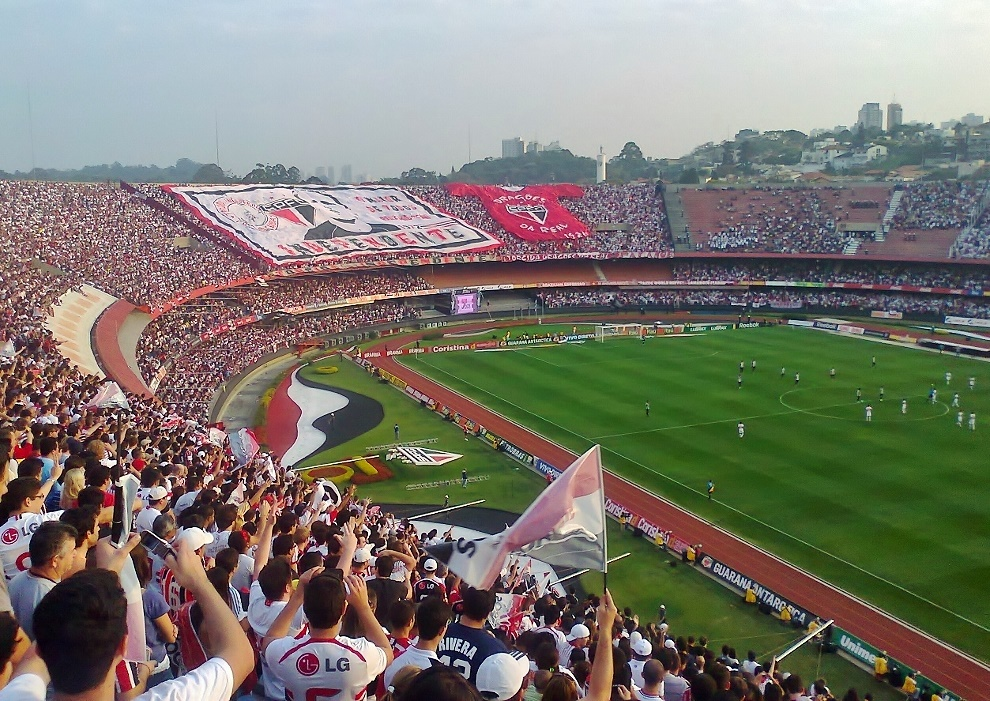
Visão da torcida são-paulina, durante um jogo

O maior público numa partida de futebol foi em 16 de novembro de 1980, quando o São Paulo ganhou do Santos por 1 a 0, na primeira partida válida pelas finais do Campeonato Paulista. Nesta ocasião, o público registrado foi de 156.824 pessoas.O jornalista Alberto Helena Júnior, do mesmo jornal, lembrava que a carga de 156 mil ingressos havia sido totalmente vendida.
Então o maior público registrado do Morumbi em um jogo de futebol foi registrado entre São Paulo 1×0 Santos, em 16 de novembro de 1980 (156.824 pagantes, maior público da história do Morumbi)
A partida de maior público pagante da história da Libertadores da América pertence ao Morumbi: 105 185 pessoas giraram as catracas do estádio para assistir à segunda partida da final de 1992 entre São Paulo e Newell's Old Boys da Argentina, que resultou na conquista da equipe brasileira nos pênaltis.
O recorde de renda do estádio foi alcançado em 24 de setembro de 2023, no segundo jogo da final da Copa do Brasil, entre São Paulo e Flamengo, quando foi arrecadado um montante de R$ 24.520.800,00 de reais.
Pelo menos 41 partidas realizadas no Morumbi ultrapassaram a marca de cem mil espectadores presentes e também no mínimo 63 partidas ali realizadas ultrapassaram a marca de oitenta mil, isto considerando apenas partidas realizadas pelo Campeonato Paulista.

## Estatísticas do São Paulo no Morumbi
Atualizado até 12 de junho de 2025
- Jogos: 1908
  - Vitórias: 1 113
  - Empates: 483
  - Derrotas: 312
  - Gols marcados: 3468
  - Gols sofridos: 1647

## Os maiores artilheiros do São Paulo no Morumbi
Atualizado até 22 de julho de 2019
| #   | Jogador           | Posição    | Jogos | Gols |
| --- | ----------------- | ---------- | ----- | ---- |
| 1º  | Serginho Chulapa  | Atacante   | 187   | 135  |
| 2º  | Luís Fabiano      | Atacante   | 148   | 114  |
| 3º  | França            | Atacante   | 146   | 91   |
| 4º  | Müller            | Atacante   | 187   | 91   |
| 5º  | Rogério Ceni      | Goleiro    | 587   | 73   |
| 6º  | Raí               | Meio-campo | 191   | 72   |
| 7º  | Careca            | Atacante   | 94    | 69   |
| 8º  | Renato            | Meio-campo | 147   | 55   |
| 9º  | Toninho Guerreiro | Atacante   | 82    | 52   |
| 10º | Dodô              | Atacante   | 83    | 49   |

Em negrito são os jogadores que ainda atuam pelo São Paulo Futebol Clube

## Jogos da Seleção Brasileira no Morumbi
| Data       | Jogo                                        | Competição                                   |
| ---------- | ------------------------------------------- | -------------------------------------------- |
| 13.04.1963 | Brasil 2 x 3 Argentina                      | Copa Roca                                    |
| 04.06.1966 | Brasil 4 x 1 Peru                           | Amistoso                                     |
| 22.03.1970 | Brasil 5 x 0 Chile                          | Amistoso                                     |
| 26.04.1970 | Brasil 0 x 0 Bulgária                       | Amistoso                                     |
| 11.07.1971 | Brasil 1 x 1 Áustria                        | Amistoso                                     |
| 02.07.1972 | Brasil 3 x 0 Iugoslávia                     | Minicopa                                     |
| 17.04.1974 | Brasil 2 x 0 Romênia                        | Amistoso                                     |
| 01.05.1974 | Brasil 0 x 0 Áustria                        | Amistoso                                     |
| 23.01.1977 | Brasil 1 x 0 Bulgária                       | Amistoso                                     |
| 25.01.1977 | Brasil 2 x 0 Seleção do Estado de São Paulo | Amistoso                                     |
| 16.06.1977 | Brasil 1 x 1 Seleção do Estado de São Paulo | Amistoso                                     |
| 19.06.1977 | Brasil 3 x 1 Polónia                        | Amistoso                                     |
| 21.06.1979 | Brasil 5 x 0 Ajax                           | Amistoso                                     |
| 16.08.1979 | Brasil 2 x 0 Bolívia                        | Copa América                                 |
| 29.06.1980 | Brasil 1 x 0 Polónia                        | Amistoso                                     |
| 03.03.1982 | Brasil 2 x 1 Tchéquia                       | Amistoso                                     |
| 17.06.1984 | Brasil 0 x 0 Argentina                      | Amistoso                                     |
| 30.06.1985 | Brasil 1 x 1 Bolívia                        | Eliminatórias da Copa do Mundo               |
| 20.08.1989 | Brasil 6 x 0 Venezuela                      | Eliminatórias da Copa do Mundo               |
| 22.08.1993 | Brasil 2 x 0 Equador                        | Eliminatórias da Copa do Mundo               |
| 26.04.2000 | Brasil 3 x 2 Equador                        | Eliminatórias da Copa do Mundo               |
| 26.07.2000 | Brasil 3 x 1 Argentina                      | Eliminatórias da Copa do Mundo               |
| 15.11.2000 | Brasil 1 x 0 Colômbia                       | Eliminatórias da Copa do Mundo               |
| 25.04.2001 | Brasil 1 x 1 Peru                           | Eliminatórias da Copa do Mundo               |
| 05.09.2004 | Brasil 3 x 1 Bolívia                        | Eliminatórias da Copa do Mundo               |
| 21.11.2007 | Brasil 2 x 1 Uruguai                        | Eliminatórias da Copa do Mundo               |
| 07.09.2012 | Brasil 1 x 0 África do Sul                  | Amistoso (público 51.538 presentes)          |
| 06.06.2014 | Brasil 1 x 0 Sérvia                         | Amistoso (público 72.039 pagantes)           |
| 10.11.2018 | Brasil 3 x 35 Nova Zelândia                 | Amistoso de Rugby (público 34.541 presentes) |
| 14.06.2019 | Brasil 3 x 0 Bolívia                        | Copa América (público 46.342 pagantes)       |
| 13.11.2020 | Brasil 1 x 0 Venezuela                      | Eliminatórias da Copa do Mundo               |

## Eventos importantes

#### Copa América de 2019
| Data        | 1ª equipe | Placar | 2ª equipe | Fase    | Público |
| ----------- | --------- | ------ | --------- | ------- | ------- |
| 14 de junho | Brasil    | 3 x 0  | Bolívia   | Grupo A | 47 260  |
| 17 de junho | Japão     | 0 x 4  | Chile     | Grupo C | 23 253  |
| 19 de junho | Colômbia  | 1 x 0  | Catar     | Grupo B | 24 762  |

## Decisões entre clubes
O estádio também já foi palco de inúmeras decisões oficiais entre clubes. No local, foram vistas decisões da Copa Libertadores da América, do Campeonato Brasileiro, da Copa do Brasil e do Campeonato Paulista, entre outras competições de destaque.
| Ano  | Competição                    | Campeão             | Placar            | Adversário          |
| ---- | ----------------------------- | ------------------- | ----------------- | ------------------- |
| 1969 | Campeonato Paulista           | Santos              | 0 x 0             | São Paulo           |
| 1969 | Torneio Roberto Gomes Pedrosa | Palmeiras           | 3 x 1             | Botafogo            |
| 1971 | Campeonato Paulista           | São Paulo           | 1 x 0             | Palmeiras           |
| 1972 | Campeonato Brasileiro         | Palmeiras           | 0 x 0             | Botafogo            |
| 1973 | Campeonato Paulista           | Santos e Portuguesa | 0 x 0 (2 x 0 pên) |                     |
| 1973 | Campeonato Brasileiro         | Palmeiras           | 0 x 0             | São Paulo           |
| 1974 | Campeonato Paulista           | Palmeiras           | 1 x 0             | Corinthians         |
| 1975 | Campeonato Paulista           | São Paulo           | 0 x 1 (3 x 0 pên) | Portuguesa          |
| 1977 | Campeonato Paulista           | Corinthians         | 1 x 0             | Ponte Preta         |
| 1978 | Campeonato Paulista           | Santos              | 0 x 2             | São Paulo           |
| 1979 | Campeonato Paulista           | Corinthians         | 2 x 0             | Ponte Preta         |
| 1980 | Campeonato Paulista           | São Paulo           | 1 x 0             | Santos              |
| 1981 | Campeonato Brasileiro         | Grêmio              | 1 x 0             | São Paulo           |
| 1981 | Campeonato Paulista           | São Paulo           | 2 x 0             | Ponte Preta         |
| 1982 | Campeonato Paulista           | Corinthians         | 3 x 1             | São Paulo           |
| 1983 | Campeonato Paulista           | Corinthians         | 1 x 1             | São Paulo           |
| 1984 | Campeonato Paulista           | Santos              | 1 x 0             | Corinthians         |
| 1985 | Campeonato Paulista           | São Paulo           | 2 x 1             | Portuguesa          |
| 1986 | Campeonato Paulista           | Inter de Limeira    | 2 x 1             | Palmeiras           |
| 1987 | Campeonato Paulista           | São Paulo           | 0 x 0             | Corinthians         |
| 1989 | Campeonato Paulista           | São Paulo           | 0 x 0             | São José            |
| 1989 | Campeonato Brasileiro         | Vasco               | 1 x 0             | São Paulo           |
| 1990 | Campeonato Brasileiro         | Corinthians         | 1 x 0             | São Paulo           |
| 1991 | Supercopa do Brasil           | Corinthians         | 1 x 0             | Flamengo            |
| 1991 | Campeonato Paulista           | São Paulo           | 0 x 0             | Corinthians         |
| 1992 | Copa Libertadores             | São Paulo           | 1 x 0 (3 x 2 pên) | Newell's Old Boys   |
| 1992 | Campeonato Paulista           | São Paulo           | 2 x 1             | Palmeiras           |
| 1993 | Campeonato Paulista           | Palmeiras           | 4 x 0             | Corinthians         |
| 1993 | Supercopa Libertadores        | São Paulo           | 2 x 2 (5 x 3 pên) | Flamengo            |
| 1993 | Campeonato Brasileiro         | Palmeiras           | 2 x 0             | Vitória             |
| 1994 | Copa Libertadores             | Vélez Sársfield     | 0 x 1 (5 x 3 pên) | São Paulo           |
| 1997 | Campeonato Paulista           | Corinthians         | 1 x 1             | São Paulo           |
| 1998 | Campeonato Paulista           | São Paulo           | 3 x 1             | Corinthians         |
| 1998 | Copa do Brasil                | Palmeiras           | 2 x 0             | Cruzeiro            |
| 1998 | Campeonato Brasileiro         | Corinthians         | 2 x 0             | Cruzeiro            |
| 1999 | Torneio Rio-São Paulo         | Vasco               | 2 x 1             | Santos              |
| 1999 | Campeonato Paulista           | Corinthians         | 2 x 2             | Palmeiras           |
| 1999 | Campeonato Brasileiro         | Corinthians         | 0 x 0             | Atlético Mineiro    |
| 2000 | Torneio Rio-São Paulo         | Palmeiras           | 4 x 0             | Vasco               |
| 2000 | Campeonato Paulista           | São Paulo           | 2 x 2             | Santos              |
| 2000 | Copa Libertadores             | Boca Juniors        | 0 x 0 (4 x 2 pên) | Palmeiras           |
| 2001 | Torneio Rio-São Paulo         | São Paulo           | 2 x 1             | Botafogo            |
| 2001 | Campeonato Paulista           | Corinthians         | 0 x 0             | Botafogo (SP)       |
| 2001 | Copa do Brasil                | Grêmio              | 3 x 1             | Corinthians         |
| 2002 | Torneio Rio-São Paulo         | Corinthians         | 1 x 1             | São Paulo           |
| 2002 | Supercampeonato Paulista      | São Paulo           | 4 x 1             | Ituano              |
| 2002 | Campeonato Brasileiro         | Santos              | 3 x 2             | Corinthians         |
| 2003 | Campeonato Paulista           | Corinthians         | 3 x 2             | São Paulo           |
| 2003 | Copa Libertadores             | Boca Juniors        | 3 x 1             | Santos              |
| 2005 | Copa Libertadores             | São Paulo           | 4 x 0             | Atlético Paranaense |
| 2006 | Recopa Sul-Americana          | Boca Juniors        | 2 x 2             | São Paulo           |
| 2006 | Campeonato Brasileiro         | São Paulo           | 1 x 1             | Atlético Paranaense |
| 2007 | Campeonato Paulista           | Santos              | 2 x 0             | São Caetano         |
| 2007 | Campeonato Brasileiro         | São Paulo           | 3 x 0             | América (RN)        |
| 2012 | Campeonato Paulista           | Santos              | 4 x 2             | Guarani             |
| 2012 | Copa Sul-Americana            | São Paulo           | 2 x 0             | Tigre               |
| 2020 | Campeonato Brasileiro         | Flamengo            | 1 x 2             | São Paulo           |
| 2021 | Campeonato Paulista           | São Paulo           | 2 x 0             | Palmeiras           |
| 2023 | Copa do Brasil                | São Paulo           | 1 x 1             | Flamengo            |

## Estação São Paulo-Morumbi

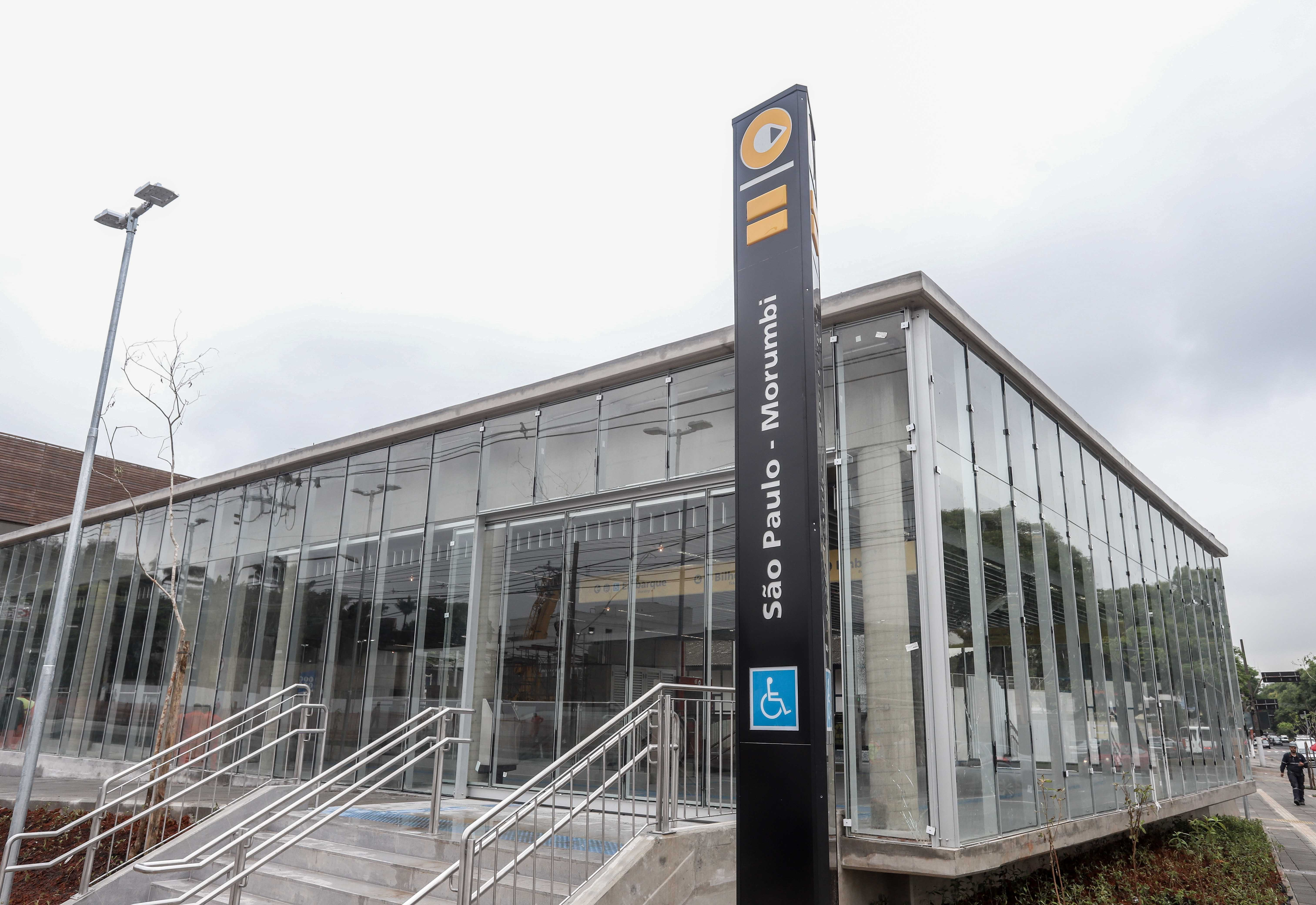
Vista da Estação São Paulo-Morumbi, inaugurada em 27 de outubro de 2018

O então governador do Estado, José Serra, assinou decreto concedendo o nome de São Paulo-Morumbi a uma futura estação da Linha 4–Amarela do Metrô, assim como fizera com o Corinthians, o primeiro clube a ter seu nome em uma estação do metrô (Corinthians-Itaquera), o Palmeiras (Palmeiras-Barra Funda), o Santos (Santos-Imigrantes) e a Portuguesa (Portuguesa-Tietê).
Em 27 de outubro de 2018, a estação São Paulo-Morumbi foi inaugurada, com seis anos de atraso, facilitando a chegada do torcedor são-paulino ao estádio, já que ela se localiza a apenas 1,6 quilômetro de distância. Além disso, há um terminal de ônibus anexo à estação, que foi inaugurado dois meses depois, em 29 de dezembro de 2018.

## Reforma do Morumbi
Mesmo sem o Morumbi ter sido usado na Copa do Mundo de 2014, o São Paulo investiu em diversas reformas ao longo da história do estádio, mas foi entre 2012 e 2013 que o Morumbi começou a ganhar um novo visual, quando o ex-presidente Juvenal Juvêncio investiu na troca de todos os assentos, deixando-os com a cor vermelha, uma das cores que representam o clube. Já em 2016 a reforma passou pelo gramado, que foi adaptado aos padrões exigidos pela FIFA, usando o mesmo tipo de gramado das arenas atuais. O sistema de drenagem também recebeu uma pequena melhoria para o escoamento da água em dias de chuva. Em 2017, a equipe de Marketing do clube instalou em diversas áreas do estádio frases de incentivo e recordações, como a conquista dos três títulos mundiais e os seis títulos brasileiros.
Em 2018, a diretoria anunciou diversas reformas para o Morumbi, a ser executadas a partir do início de 2019, que seriam bancadas pela Ambev e pela Samsung, sem gastos ao clube. Entre os itens destacados estão:
- Reforma e modernização dos vestiários dos atletas, com entrega já para o final de 2018;
- Implantação de telões multimídia e de refletores de LED, passando a ser o primeiro estádio da América do Sul com tal tipo de iluminação;
- Unificação do corredor de entrada, que leva os jogadores dos vestiários ao gramado;
- Instalação de mais de 200 mini-antenas ao redor do estádio, melhorando a qualidade do sinal de telefone de todas as operadoras;

° Conclusão da obra de asfaltamento da área interna do portão principal.
O São Paulo planeja ainda a implantação de uma usina de energia limpa dentro do Morumbi, com a construção de uma estrutura com painéis solares fotovoltaicos na área das arquibancadas, mas estes ainda não têm previsão de conclusão.

### Reforma em conjunto com a WTorre
Em 22 de dezembro de 2023, o São Paulo assinou um contrato com a WTorre que prevê reforma do estádio do Morumbi com data de conclusão em 2030, ano do centenário do clube. Nos planos, é previsto um aumento na capacidade do estádio para 85 mil pessoas em partidas desportivas e 100 mil em eventos. O projeto ainda inclui um anfiteatro para 20 mil pessoas e um estacionamento para 2 mil veículos.